# Середньовічний бій
Середньовічний бій (СБ) — досить молодий вид спорту, який включає повноконтактний бій з використанням сталевої ненагостреної зброї, захисного і наступального озброєння, характерного для Середньовіччя. Середньовічний бій визнано неолімпійським видом спорту та внесено до Реєстру визнаних видів спорту в Україні Міністерством молоді та спорту України наказом №4711 від 23.12.2016 за клопотанням «Всеукраїнської федерації середньовічного бою».

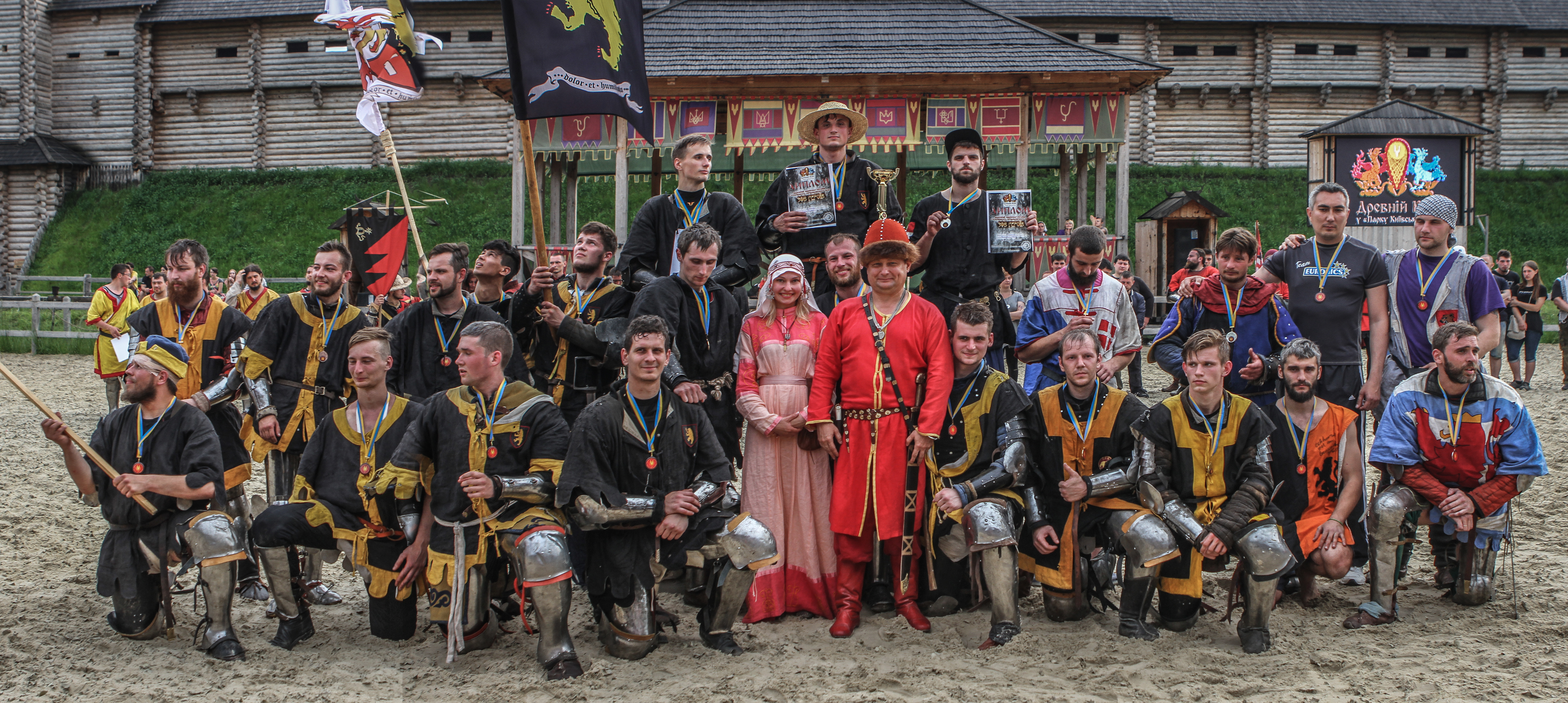
Учасники Чемпіонату України з середньовічного бою «Зов Героїв» (2016 рік) на території Древнього Києва у "Парку Київська Русь".

Боєць-учасник турнірів одягнений в повний обладунок, який як і зброя, зроблений за історичними зразками. Для тренувань використовується якісний захисний спортивний інвентар. Заняття проводяться інтенсивно і без шкоди для здоров'я.  На відміну від показових битв, що часто проводяться на фестивалях історичної реконструкції Середньовіччя, середньовічні бої йдуть в повний контакт, судяться спортивними арбітрами, що мають спеціальну підготовку і досвід участі в змаганнях. Також, на відміну від історичного фехтування, середньовічний бій взяв дуже багато від сучасних видів єдиноборств, враховуючи на те, що борцівська техніка є його суттєвою складовою, не тільки не забороненою, а й обов’язковою.
Виникнувши в середовищі реконструкторів Середньовіччя, всього за два десятиліття рух середньовічного бою об’єднав  в своїх лавах прихильників повноконтактних баталій з більше ніж п’яти десятків країн. Значного розвитку рух отримав з 2008 року завдяки майданчику «Парк Київська Русь» (Україна, с. Копачів Київської обл.). 
Основна ідея цієї складової реконструкції - з одного боку, максимальна змагальна складова для учасників, з іншого - можливість перевірити можливості історичного спорядження в умовах, максимально наближених до справжніх бойових. Тому для участі в боях потрібно спорядження, яке відповідає реально історичним аналогам.

## Історія
Середньовічний бій веде свій відлік від перших масштабних битв сталевою зброєю, які проводилися в Україні, Білорусі, Польщі, ₚосії наприкінці дев’яностих-початку нульових років цього століття, в той час, коли в інших країнах билися ще тільки на дерев'яних і текстолітових макетах. Прикладом може служити фестиваль "Генуезький шолом"  (Україна, Крим), де проходили бугурти за участю сотень учасників турнірів.
З 2008 року турніри з середньовічного бою регулярно проводились в Україні під час історико-культурних фестивалів реконструкції Х-ХІІ сторіччя, ХІІІ сторіччя та XIV-XV сторіччя в комплексі «Парк Київська Русь» (Україна, с.Копачів Київської обл.). У 2009 році в Хотинській фортеці також був започаткований турнір «Битва націй».

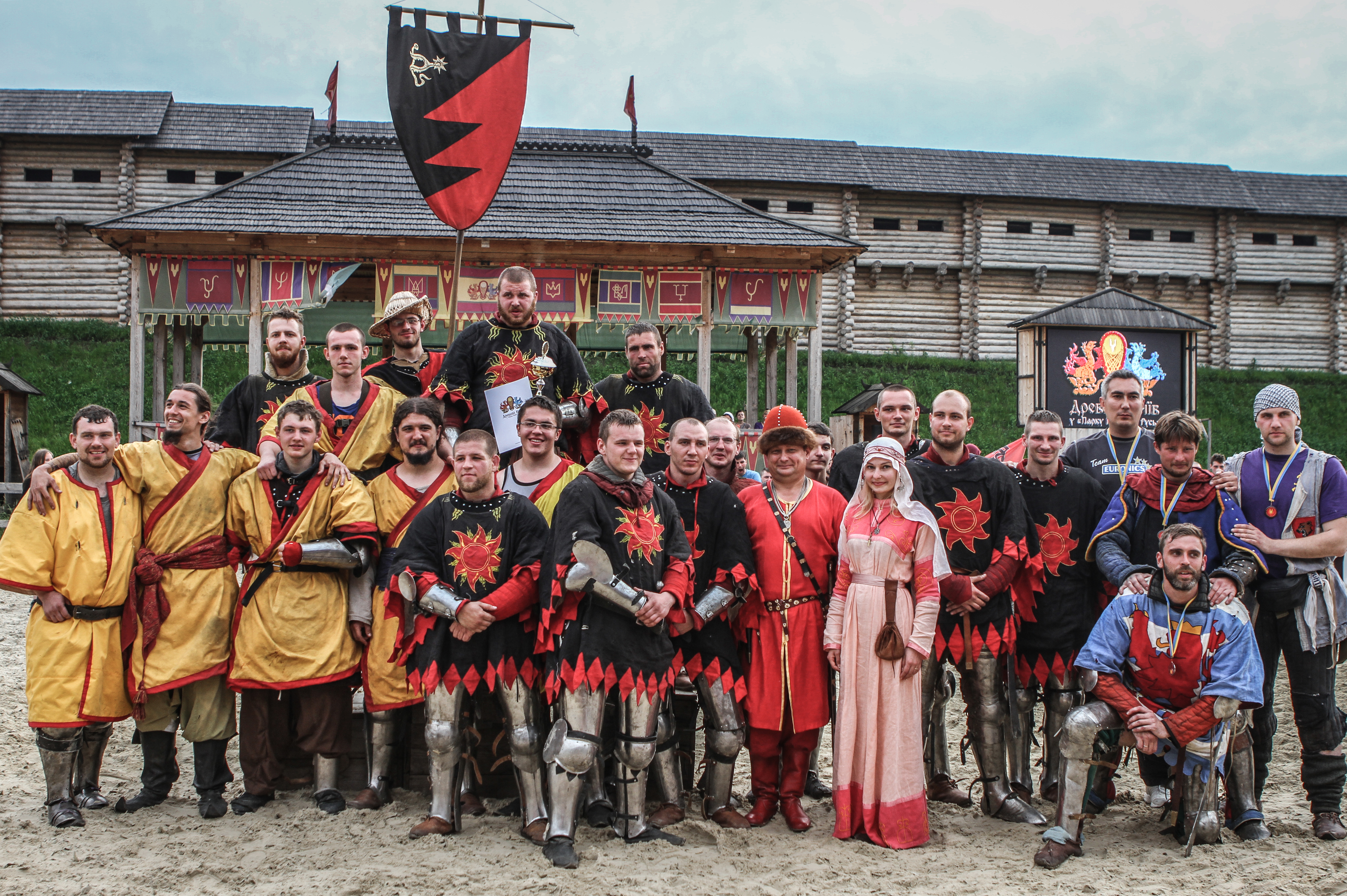
Учасники Чемпіонату України з середньовічного бою «Зов Героїв» (2016 рік) на території Древнього Києва у "Парку Київська Русь".

Починаючи з 2010 року змагання з середньовічного бою стали окремим культурно-спортивним заходом на території «Парку Київська Русь» (Київська область, Обухівський район, село Копачів). «Парк Київська Русь» є одним з ключових майданчиків для організації змагань даного виду спорту. Спільно з Всеукраїнською федерацією середньовічного бою на території Парку Київська Русь [Архівовано 18 травня 2019 у Wayback Machine.] щорічно організовуються одні з найбільших турнірів та чемпіонатів з середньовічного бою в Україні та Європі.  Тут проводяться щорічні Всеукраїнські змагання, Міжрегіональний турнір «Витязь Київського Дитинця», Чемпіонат України «Зов Героїв» та Кубок Європи по середньовічному бою «Зов Героїв». 
Турніри з середньовічного бою поступово почали проводитись і в сусідніх державах, Польщі, Білорусії та ₚосії, а також стали поширюватись країнами Західної Європи (у Німеччині, Франції, Данії, Іспанії, Ізраїлі, Великій Британії та ін.) та знайшли розвиток в Канаді та США. Сьогодні середньовічний бій практикується вже на всіх континентах.
В 2013 році було створено міжнародне громадське об'єднання з середньовічного бою: «МІЖНАРОДНА ФЕДЕРАЦІЯ СЕРЕДНЬОВІЧНОГО БОЮ» (“INTERNATIONAL MEDIEVAL COMBAT FEDERATION”). 
Організація нині притягає сотні спортсменів, учасників турнірів з 27 країн (Австрія, Аргентина, Бельгія, Велика Британія, Данія, Ірландія, Іспанія, Італія, Канада, Латвія, Люксембург, Нідерланди, Німеччина, Нова Зеландія, Польща, Португалія, Сполучені Штати,  Америки, Франція, Швейцарія, Швеція, Шотландія, Японія, Чехія) на різних бойових змаганнях по всьому світу. Більшість подій відкрита для громадськості і великих змагань, регулярно спостерігаються десятки тисяч глядачів.
В 2016 році «ГО «Всеукраїнська федерація середньовічного бою» була прийнята до складу «МІЖНАРОДНОЇ ФЕДЕРАЦІЇ СЕРЕДНЬОВІЧНОГО БОЮ» (“INTERNATIONAL MEDIEVAL COMBAT FEDERATION”).
Середньовічний бій визнано неолімпійським видом спорту та внесено до Реєстру визнаних видів спорту в Україні Міністерством молоді та спорту України наказом №4711 від 23.12.2016 за клопотанням «Всеукраїнської федерації середньовічного бою».
Міністерством молоді та спорту України Наказом №5130 від 12.12.2017 року було затверджено правила спортивних змагань з середньовічного бою.

## Версії та види змагань
1.Змагання проводяться за трьома версіями:
- Середньовічний бій А1-А10;
- Софт Б1-Б8;
- Формальні вправи (КАТА).

2. Змагання проводяться протягом одного-трьох днів і можуть бути таких видів:
- особистими;
- командними;
- особисто-командними.

### Версія "Середньовічний бій" (А1-А10)
Визначені наступні дисципліни:
1. Групові бої 
- (А1): 3х3 жіноча категорія, 5х5 чоловіча категорія;
- (А2): 16х16 та 21х21.

2. Одиночні бої:
- (А3) "щит та меч";
- (А4) "довгий меч";
- (А5) "древкова зброя";
- (А6) "англійка";
- (А7) "парний бій";
- (А8) "меч";
- (А9) "баклер-меч";
- (А10) "майстер".

### Версія "Софт" (Б1-Б8)
У спортивних дисциплінах використовується спортивне екіпірування версії "Софт". 
Дисципліни:
- (Б1) "щит-меч";
- (Б2) "баклер-меч";
- (Б3) "довгий меч";
- (Б4) "одноручний меч";
- (Б5) "англійка";
- (Б6) "рогатина";
- (Б7) "майстер";
- (Б8) "командні бої 5х5";

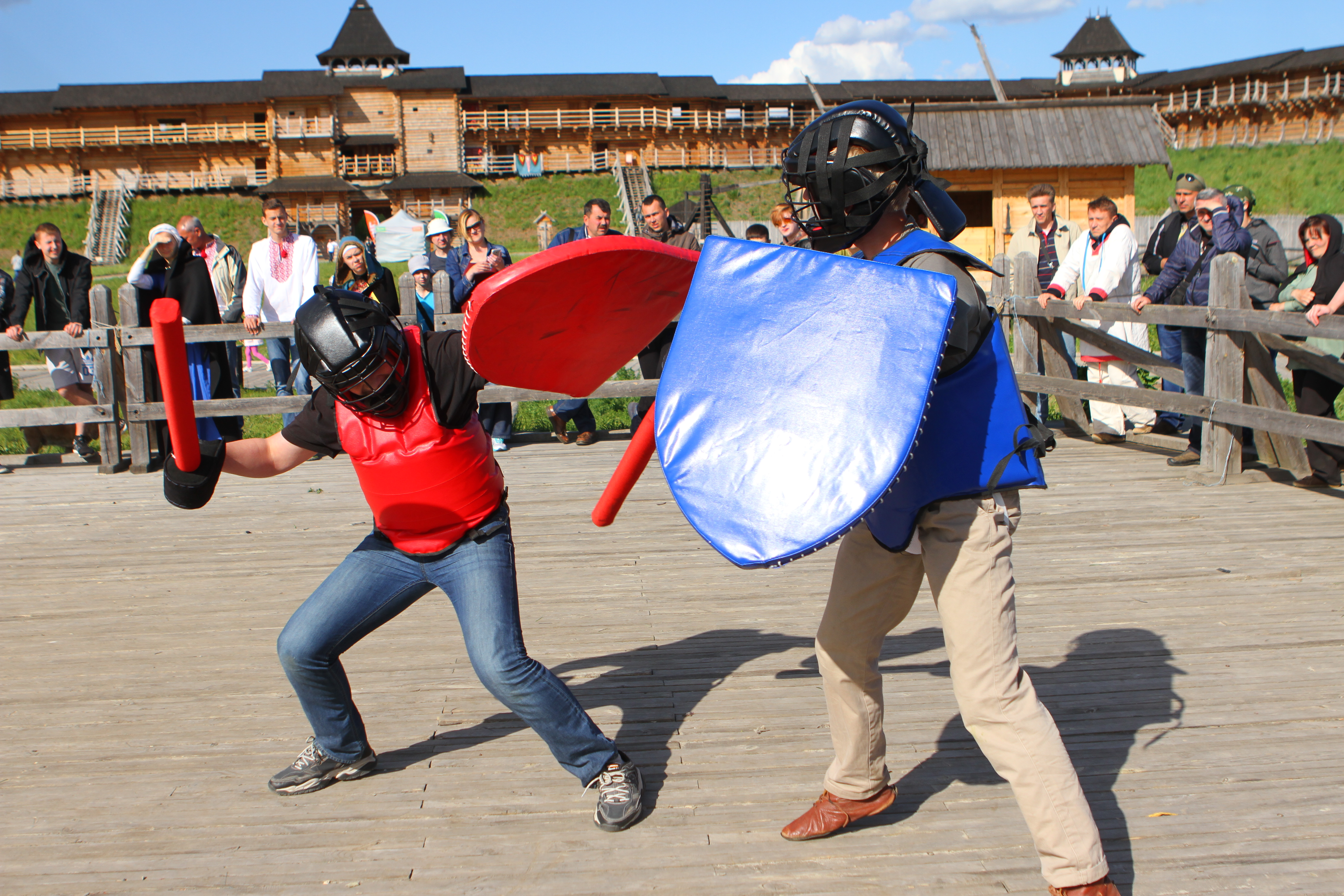
Версія "Софт", дитячий турнір на території Древнього Києва у "Парку Київська Русь" (травень, 2017).

- Комплексна дисципліна "триборство".

### Версія Формальні вправи (КАТА) (С1-С2)
Дисципліни:
- (С1) - змагання проводяться згідно з формальними вправами, що входять до тренувальної програми з середньовічного бою;
- (С2) - змагання виконуються згідно з формальними вправами, що входять до тренувальної програми з різноманітних видів єдиноборств.

## Тренування
Тренування проходять згідно найефективнішим сучасним методикам підготовки бійця в єдиноборствах. Для тренувань використовується якісний захисний спортивний інвентар. Заняття проводяться інтенсивно і без шкоди для здоров'я. Спортсмени СБ використовують застосунки (прийоми) різної бойової техніки: боротьби, кікбоксингу, MMA - змішаних бойових мистецтв (Mixed Martial Arts), і, зрозуміло, історичного фехтування.

## Правила
Правила спортивних змагань з середньовічного бою розроблені відповідно до Правил та Положень(англ.) Міжнародної Федерації Середньовічного Бою (International Medieval Combat Federation). 
Згідно Правил учасниками змагань можуть бути не лише дорослі, а й діти віком від 5 років. У версії "Середньовічний бій" вагових категорій немає. В абсолютних змаганнях виступають тільки дорослі.

### Форма учасників
Форма учасників змагань з середньовічного бою - автентична епосу та місцевості техніки середньовічного бою, що реконструюється клубом. Захисне екіпірування (обладунок) спортсмена складається з трьох шарів.
1. Основний захист (перший шар) - захист голови, шиї, торса, рук і ніг спортсмена повинен бути сталевий і відповідати історичним аналогам.
2. Допоміжний захист (другий шар) - акетон, гамбезон, кольчуга, взуття тощо. Матеріал ззовні повинен мати вигляд ідентичний історичним аналогам.
3. Нижній захист (третій шар) - приховані елементи захисту, наприклад, захист паху, гомілок, колін тощо можуть застосовуватися для підвищення безпеки на додаток до двох основних шарів захисту і повинні бути сховані під двома іншими шарами захисту.

### Суддівський корпус
Склад суддівського корпусу та суддівських бригад (колектив суддів, які обслуговують конкретний майданчик) затверджується організатором, який проводить змагання. До складу суддівської бригади входять: головний суддя, заступники з видів змагань, головний суддя за видом змагань (гофмаршал), головний секретар, секретарі з версій змагань, суддівські бригади з розділів змагань, лікар.

### Правила проведення змагань "Середньовічний бій"
- В групових боях 3х3; 5х5; 10х10; 16х16; заборонені наступні застосунки (прийоми): заломи, удушення і кидки з метою кинути суперника на голову або верхню частину торса, продовження битви на землі (лежачи), а також будь-які захвати з тиском на шию суперника. Не можна застосовувати уколи зброєю; нанесення ударів зброєю, щитом, руками або ногами в заборонені для атаки зони (це: ступні, задня частина коліна, пах, передня і задня частини шиї); будь-які вертикальні удари зброєю в хребет; удари ногою в коліно; заломи проти природного руху суглобів; тиск або чіпляння підстави шолома рукою, а також дії, спрямовані на шию шляхом тиску на край шолома; навмисні дії, спрямовані на зняття частин захисного спорядження суперника; удари гардою зброї або кистю руки в обличчя суперника (якщо гарда виступає над рукавичкою більш ніж на три см); будь-які захвати шиї руками або зброєю і будь-які застосунки (прийоми) удушення; удари по супернику, який лежить або стоїть на колінах; удари в шию або голову суперника, який схилився під 50° або більше кутом; коли суперник з якої-небудь причини схилився під 50° або більше кутом, дозволено нанесення ударів у корпус, поштовхи, підніжки, але категорично заборонено нанесення ударів у шию або голову; спортсмени завжди повинні контролювати свою зброю; будь-які атакувальні дії проти суперника, який підняв руку з відкритою долонею; пасивні клінчі тривалістю більше п’яти секунд; будь-які атакувальні або захисні дії без зброї в руках; захвати за майданчиком руками; захист кисті на зразок "кулак".

Суперник вважається переможеним, коли виникає три точки опори на землі або коли він здається. Ноги завжди знаходяться на землі як дві точки опори. Опора на землю зброєю, щитом чи будь-якою іншою частиною тіла вважається третьою точкою опори.
- В одиночних боях раунд виграє спортсмен, який набрав більшу кількість балів. Змагання серед чоловіків та жінок відбуваються за одними й тими самими правилами, але окремо один від одного.

## Зброя для середньовічного бою
Специфікація та вимоги до зброї:

1) має відповідати історичним аналогам; потрапляти в той же діапазон періоду і місцевості, що і обладунок носія зброї;

2) мати ударний край (ударну кромку) (товщина не менше ніж 2 мм) із заокругленими (не гострими) краями, без відколів, нерівних виїмок і задирок;

3) мечі і фальшіони мають мати кромку: ударну з мінімальним заокругленням радіусом 35 мм або більше; не ударну з мінімальним округленням радіусом 10 мм;

4) сокири і древкова зброя мають мати поверхні: ударну з мінімальним округленням радіусом 50 мм або більше; не ударні - з заокругленнями радіусом 15 мм або більше;

5) вимоги щодо довжини і ваги мечів:

- одноручні (включаючи фальшіон): максимальна довжина - 110 см, вага - до 1900 г;
- полуторні мечі: довжина від 100 до 140 см, вага - до 2600 г;
- дворучні мечі: максимальна довжина - 140 см, вага - до 3500 г.

5) вимоги щодо довжини і ваги сокир і древкової зброї:
- усі ударні поверхні повинні бути завдовжки щонайменше 7 см;
- одноручні сокири: максимальна довжина - 100 см, вага - до 1300 г;
- довгі сокири і коротка древкова зброя: довжина від 100 до 140 см, вага - до 2500 г;
- дворучна древкова зброя: мінімальна довжина - 140 см, вага - до 3000 г;
- древко має бути дерев'яним;
- шестопери: вага до 1000 г, тільки на дерев'яних руків'ях.

6) вимоги щодо щитів:

- усі дерев'яні, шкіряні або залізні щити повинні бути виготовлені на основі доказових (достовірних)  історичних джерел і відповідати історичному аналогу; відповідати тому самому періоду і місцевості, що і комплект обладунку;
- краї дерев'яних або шкіряних щитів повинні бути обшиті шкірою, сирицевою шкірою або обклеєні трьома шарами тканини. Кромки металевих щитів повинні мати заокруглення з мінімальною товщиною 4 мм;
- вага щита не повинна перевищувати 5 кг[4].